# East Renton Highlands
East Renton Highlands és una concentració de població designada pel cens dels Estats Units a l'estat de Washington. Segons el cens del 2000 tenia 13.264 habitants.

## Demografia
Segons el cens del 2000, East Renton Highlands tenia 13.264 habitants, 4.668 habitatges, i 3.743 famílies. La densitat de població era de 407,4 habitants per km².
Dels 4.668 habitatges en un 37,9% hi vivien nens de menys de 18 anys, en un 68,3% hi vivien parelles casades, en un 8,1% dones solteres, i en un 19,8% no eren unitats familiars. En el 14,4% dels habitatges hi vivien persones soles el 3,7% de les quals corresponia a persones de 65 anys o més que vivien soles. El nombre mitjà de persones vivint en cada habitatge era de 2,83 i el nombre mitjà de persones que vivien en cada família era de 3,12.
Per edats la població es repartia de la següent manera: un 26,7% tenia menys de 18 anys, un 6,5% entre 18 i 24, un 30,6% entre 25 i 44, un 28,4% de 45 a 60 i un 7,8% 65 anys o més.
L'edat mediana era de 38 anys. Per cada 100 dones de 18 o més anys hi havia 101,5 homes.
La renda mediana per habitatge era de 65.268 $ i la renda mediana per família de 65.855 $. Els homes tenien una renda mediana de 50.149 $ mentre que les dones 33.917 $. La renda per capita de la població era de 27.089 $. Aproximadament el 3,2% de les famílies i el 4,5% de la població estaven per davall del llindar de pobresa.

## Poblacions més properes
El següent diagrama mostra les poblacions més properes.